# Sol Tolchinsky
Sol Tolchinsky (* 2. Januar 1929 in Montreal; † 1. Dezember 2020 ebenda) war ein kanadischer Basketballspieler.

## Laufbahn
Sol Tolchinsky belegte bei den Olympischen Sommerspielen 1948 mit der kanadischen Basketballnationalmannschaft den 9. Rang.
Sein Bruder war der jüdische Comedian Mel Tolkin.
Sol Tolchinsky starb am 1. Dezember 2020 im Alter von 91 Jahren während der COVID-19-Pandemie in Kanada an den Folgen einer SARS-CoV-2-Infektion in seiner Heimatstadt.